# Colônia Dona Francisca

Mapa, Friedrich Heeren, 1860

A Colônia Dona Francisca foi uma colônia alemã que deu origem à atual cidade de Joinville, em Santa Catarina.

## Antes da Colônia - Domínio Dona Francisca

### Origem e história

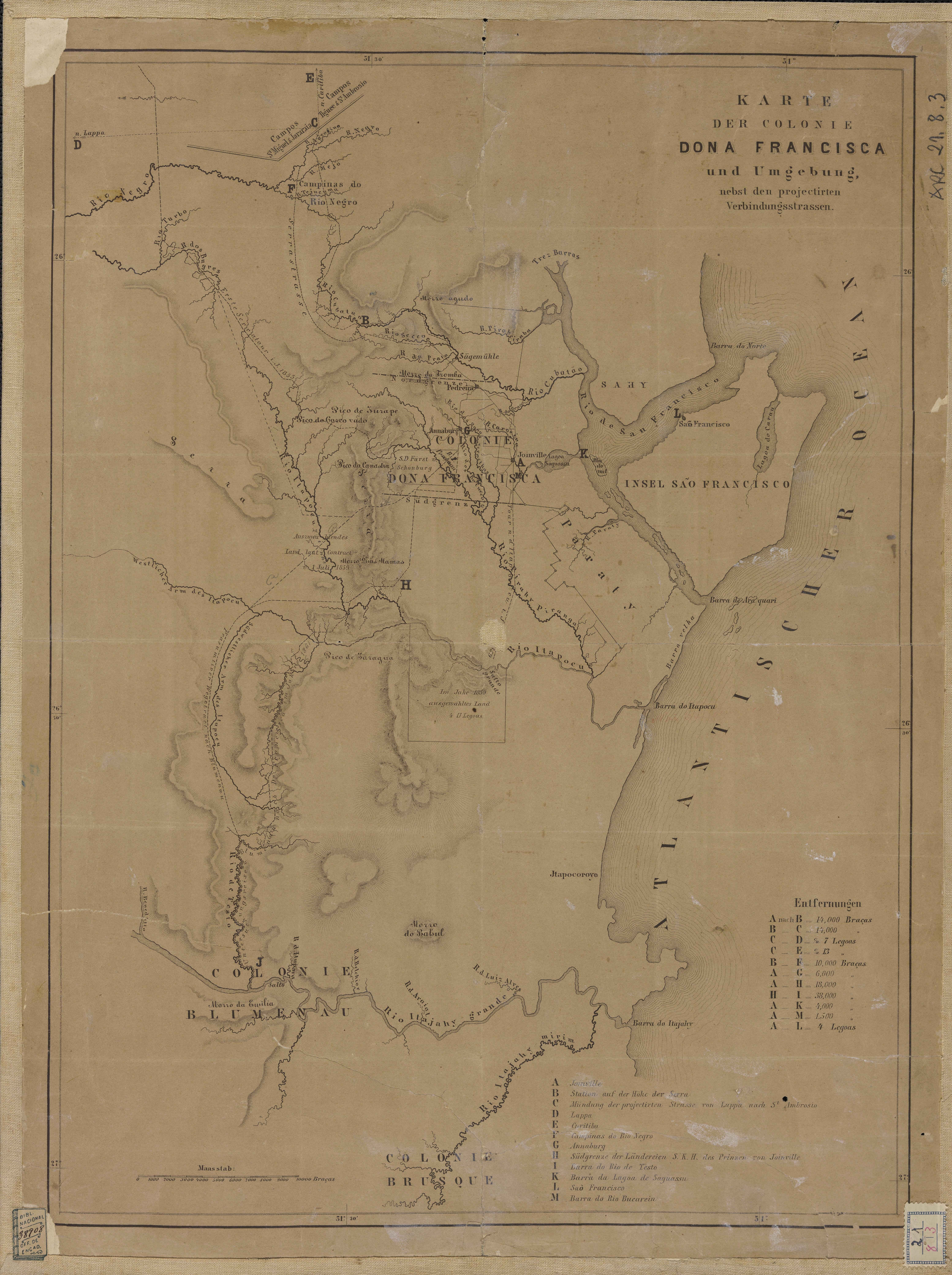
Mapa, década de 1840

Acertado o noivado da princesa D. Francisca de Bragança (filha do imperador D. Pedro I e irmã de D. Pedro II), com o Príncipe de Joinville (filho de Luís Filipe I de França, o dito Rei dos Franceses), o Governo Imperial Brasileiro, nesse tempo chefiado por D. Pedro II, tratou logo de sancionar uma lei (n° 166 de 29 de setembro de 1840) que garantia o dote que caberia à princesa.
Após estudo e consultas, foi decretado mais tarde que este patrimônio em terras pertencentes à Nação deveria ser de 25 léguas quadradas e localizado na Província de Santa Catarina, entre os rios Pirabeiraba e Itapocu, nas proximidades da baía de São Francisco. Esse patrimônio transferido para o domínio particular da Princesa Dona Francisca, passou a ser conhecido por "Domínio Dona Francisca" e aí a origem do seu nome. Para proceder a medição das terras dotais da Princesa Dona Francisca foi designado Jerônimo Francisco Coelho, Tenente Coronel do Corpo Imperial de Engenheiros. As terras assim demarcadas abrangiam a área de 155.812 hectares.
Por volta de 1843, esta região era quase inteiramente virgem, apenas encontrando alguns moradores da orla marítima e no Planalto de Campo Alegre

## A Colônia

### História
Em 1849 Léonce Aubé, procurador dos Príncipes de Joinville, firmou contrato com o Senador Christian Mathias Schroeder de Hamburgo para a fundação e colonização das terras. O contrato é aprovado e ratificado em 26 de abril de 1849, pelos Príncipes de Joinville. São entregues gratuitamente ao Senador Schroeder (ou à Companhia que o mesmo teria de organizar) 8 léguas quadradas de terras, obrigando este a colonizá-las com imigrantes trazidos da Europa, ficando a cargo do mesmo todo o trabalho e organização da Colônia.
A organização da Companhia pelo Senador Schroeder com o nome de "Hamburger Kolonisations Verein von 1849", não foi muito fácil. Da data do contrato até a vinda dos primeiros imigrantes demorou-se mais de dois anos.

### Preparação para chegada dos imigrantes
No Rio de Janeiro, finalmente, a 15 de maio de 1850, o Cônsul Geral de Hamburgo, Arthur Guiger, no encargo de procurador da Sociedade Colonizadora e assistido por Hermann Liebich consegue a homologação das concessões e privilégios requeridos à Côrte.
Três dias após a ratificação, a 18 de maio de 1850, um grupo de nove pessoas que iriam preparar as instalações para os imigrantes, a bordo do patacho costeiro "Dous Irmãos" se encaminham a Santa Catarina em uma viagem de 3 dias até São Francisco do Sul, para depois prosseguir em canoas até as terras dotais. Eram eles:
1 - Louis François Léonce Aubé: Cidadão francês, com 34 anos de idade, Vice-Cônsul da França em Santa Catarina e representante de Suas Altezas Reais, o Príncipe e a Princesa de Joinville;
2 - Louis Duvoisin: Cozinheiro e servente de Aubé, cidadão francês, com 30 anos de idade, emigrara para o Brasil em 1842;
3 - Hermann Guenther: Engenheiro alemão e encarregado do "Hamburger Kolonisations Verein von 1849", com incumbência de receber oficialmente das mãos do representante do Príncipe de Joinville, as 8 léguas quadradas de terras, conforme o contrato;
4 - Peter Schneider: Cidadão Prussiano, com 26 anos de idade, 5 - Maria Catharina sua mulher, 6 - Catharina Schneider sua filha;
7 - Ewert Sebastian von Knorring: Cidadão Sueco, com 33 anos de idade, 8 - Augusta Sophia von Knorring sua mulher, 9 - Mathilde Elisabeth von Knorring sua filha recém-nascida.

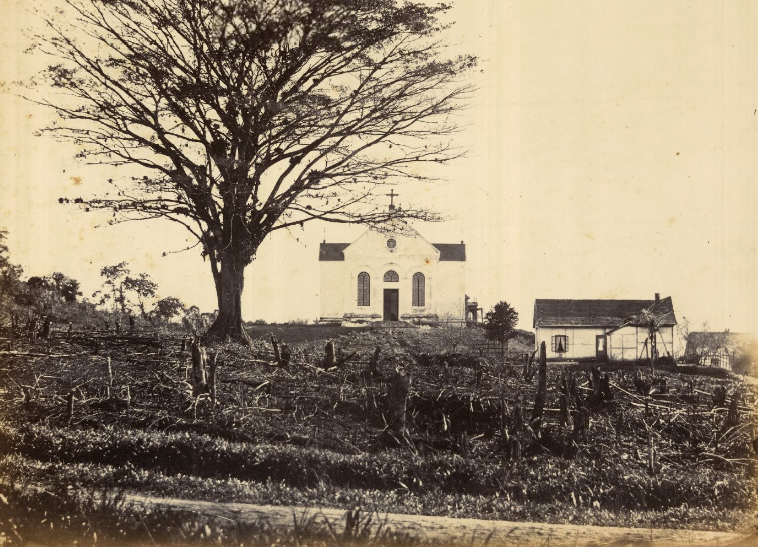
Imagem fotográfica da Colônia Dona Francisca datada de 1866. Igreja Católica (lado esquerdo) e uma casa enxaimel (lado direito).

No dia 22 de maio de 1850, as canoas com pessoas e bagagem, atravessavam a baía da Babitonga e a lagoa Saguaçu, subindo o Rio Cachoeira, até chegar à embocadura de um riacho de águas puras e cristalinas. À beira do mesmo encontrava-se uma cabana rústica do cidadão francês M. Frontin, egresso da Colônia do Saí, fracassada anos antes. Os pioneiros chegaram ao anoitecer, e constataram que além deste ponto o Rio Cachoeira não oferecia mais possibilidade de navegação. Então resolveu Aubé, Guenther e demais passar a noite no rancho de Frontin. Foi assim, desta maneira, escolhido o local da futura Colônia Dona Francisca.
A Colônia Dona Francisca, teve então o seu marco inicial a 22 de maio de 1850, quando desembarcados os seus primeiros moradores, às margens do Rio Cachoeira, onde havia sido destinada a área de 8 léguas quadradas para o seu estabelecimento.
Subindo o pequeno riacho mais tarde chamado de "Ribeirão Mathias" a uma distância de 220 metros do Rio Cachoeira, começaram com a derrubada da mata virgem. Construiram-se depois dois ranchos espaçosos, nas duas margens do riacho, ligados por uma ponte rústica. As construções eram bastante simples, à maneira nativa, feita de troncos de palmitos ligados com cipó e cobertas com feixes de folhas de palmeiras. Um dos ranchos media 22 x 10 metros e encontrava-se na pequena ilha formada pelos dois braços do ribeirão. Mais tarde com a chegada dos colonos, este rancho foi transformado em casa de oração e escola (1853). A outra casa, construída do lado oposto do ribeirão tinha as mesmas medidas da outra, mas com divisões para seis famílias.
Não foi das mais felizes a escolha das pessoas por parte de Guenther para iniciar o trabalho de preparação da colônia. Lidar com terras cobertas de densa vegetação tropical para recepção dos europeus, construir ranchos e casas de alojamento, preparar o solo pantanoso e úmido para agricultura, exigia homens fortes e trabalhadores rurais experientes. Nenhum dos requisitos ou condições essenciais traziam as duas famílias contratadas. Um dos "colonos", o sueco Von Knorring, um nobre jurista era de físico delicado e saúde frágil, quando estudante na Universidade de Uppsala, na Suécia, fora acometido de infecção pulmonar. Conseqüentemente contrataram-se brasileiros, moradores das redondezas, que ofereceram seus serviços para otimização do trabalho.
Enquanto esses desbravadores da região abriram os clarões na mata virgem e preparando o chão para plantações, organizava-se em Hamburgo o despacho do primeiro transporte de colonos para a nova colônia que iria se formar.
De passagem pelo Brasil o filho do Senador Schroeder, Eduard Schroeder e seu amigo Dr. Koestlin, souberam através do procurador Hermann Liebich da firma do velho Senador "Hamburger Kolonisations Verein von 1849", a partida do primeiro navio imigratório saindo de Hamburgo com destino à nova colônia. Resolveram eles então verificar "in-loco" os preparativos. Desembarcaram Eduard Schroeder e Dr. Koestlin no dia 1° de fevereiro de 1851, surgem então pela primeira vez as denominações "Schroedersort" ("Localidade de Schroeder") para a pequena aglomeração de ranchos e choupanas, nas margens do afluente do Rio cachoeira, riacho este que agora havia recebido também uma denominação, a de "Mathias-Bach" ("Riacho Mathias").

### Constatação
Desembarcando nas margens lodosas do Rio Cachoeira, Eduard Schroeder e Dr. Koestlin constatam que as construções rústicas e as poucas plantações em nada correspondiam aos gastos excessivos de dinheiro da Sociedade Colonizadora e aos relatórios enviados por Guenther a Hamburgo. Vendo o fracasso da missão do engenheiro, Eduard dispensou-o imediatamente, assumindo a direção do pequeno núcleo para adiantar ao máximo possível os preparativos para a recepção da primeira leva de imigrantes já em viagem. Daí em diante o ritmo de trabalho não mais cessaria até a chegada dos imigrantes. A velha picada do Jurapé transformava-se em caminho transitável, logo após ela foi denominada de "Mathias-Strasse" (Rua Mathias).

### A chegada dos imigrantes
O veleiro Colon vindo de Hamburgo finalmente alcança a ilha da Paz em São Francisco do Sul trazendo os primeiros 124 imigrantes. Na viagem que durou quase 2 meses e meio, morreram 7 passageiros e os responsáveis pela embarcação notificaram a entrada de uma criança, trazida por uma das famílias de forma clandestina. Eram portanto 118 colonos suíços e alemães (maioria suíços) vindos de Hamburgo. Quase no mesmo dia chegam 74 noruegueses procedentes do Rio de Janeiro. Destes, permaneceram 61, retornando 13 a bordo da barca Colon no dia 28 de março.
Estes imigrantes estabeleceram-se às margens do Ribeirão Mathias nas acomodações construídas anteriormente. Um mapa datado de 6 de janeiro de 1860 dá o número de 185 colonos para os primeiros povoadores da colônia, estes estabelecidos desde 10 de março de 1851, data que ficou considerada como oficial da respectiva instalação.
O ponto exato de desembarque dos primeiros imigrantes é:  26°18'5.74"S  48°50'30.11"W (pode ser visto no google earth)
O primeiro diretor da colônia foi o súdito alemão: Eduard Schroeder, filho do Senador. Em fins de 1852 a direção já estava em mãos de outro súdito alemão: Benno von Frankenberg.

### O Diretor Benno Von Frankenberg
Como novo diretor da Colônia, Frankenberg foi constantemente confrontado por desafios. Uma disenteria bacilar disseminou-se na colônia, levando muitos dos brasileiros que trabalhavam no desmatamento das terras a abandonar seu serviço, que ficou então a cargo de imigrantes inexperientes na obra. Em 1854 a Sociedade Colonizadora passou por uma crise financeira e algumas subvenções prometidas pelo governo imperial não estavam sendo remetidas. Por isso, em 28 de março de 1855, Frankenberg decidiu que era hora de deixar a direção da Colônia e continuar auxiliando a crescente localidade de outros modos.